# Габријел Мортиље
Габријел Луј Лоран де Мортиље (фр. Louis Laurent Gabriel de Mortillet; Meylan, Изер, 29. август 1821. — Сен Жермен ан Ле, 25. септембар 1898) био је француски антрополог и археолог, један од оснивача француске антрополошке школе, који је направио класификацију каменог доба и развоја култура праисторијског човека. Његов модел је базиран на линеарној теорији људске еволуције. Ову класификацију објавио је у свом делу Праисторија, 1882. године.
Користећи различите типове артефаката направио је поделу периода и назвао их је по локалитетима: абевилијен (фр. Chelléenne), мустеријен (фр. Moustérienne), солитреј (фр. Solutréenne), магдаленијен (фр. Magdalénienne), робенхаусијен (фр. Robenhausienne).